# Orthoclydon praefectata
Orthoclydon praefectata là một loài bướm đêm trong họ Geometridae.